# Behar
Pour la province indienne, voir Bihar.
Behar, plus exactement Behar Sinaï ([בהר [סיני — Hébreu pour “sur le mont [Sinaï]”, cinquième [et sixième] mot[s], et premiers distinctifs de la parasha) est la 32e section hebdomadaire du cycle annuel de lecture de la Torah et la neuvième du Livre du Lévitique. 
Elle correspond à Lévitique 25:1-26:2. Les Juifs de la Diaspora la lisent généralement en mai.
Le calendrier juif luni-solaire comprend jusqu'à 54 semaines, le nombre exact variant selon les années, "pleines" ou "défectives". Dans les années pleines (par exemple, 2008), la parashat Behar est lue indépendamment lors du 32e Sabbath après Sim'hat Torah. Dans les années de moins de 54 semaines (par exemple, 2006, 2007 et 2009), la lecture de la Torah combine cette parasha et la suivante, Be'houkotaï, afin d'atteindre le nombre de lectures hebdomadaires requis.

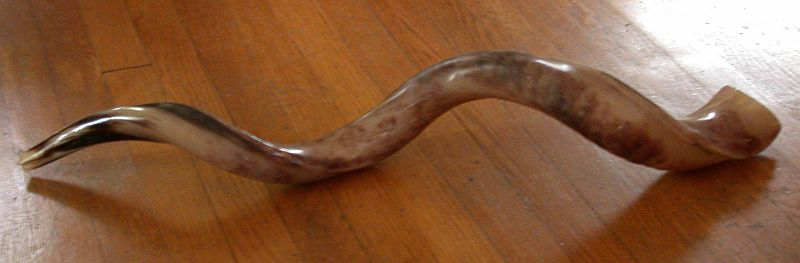
un shofar yéménite. C'est au son du shofar que les esclaves sont libérés tous les cinquante ans, lors du Jubilé

## Résumé
Dieu prescrit à Moïse sur le mont Sinaï le repos septénaire de la terre, et institue le jubilé tous les cinquante ans, au cours duquel les terrains et habitations hors des villes fortifiées rendus, et les esclaves libérés. Il est alors précisé les conditions dans lesquelles un Hébreu peut tomber en servitude, comment le traiter et comment le racheter.

### Divisions de la parasha lors de la lecture complète
La lecture de la parasha à la synagogue le sabbath est traditionnellement divisée en sept sections, pour lesquelles un membre différent de la congrégation est appelé à lire. La première lecture, le rishon, échoit traditionnellement à un cohen, la seconde, appelée sheni, à un levi, les suivantes à un israël (ni cohen ni levi). La septième section comporte une sous-section, le maftir, qui est lu par la personne qui lira ensuite la haftara.
Les sections de la parashat Behar sont:
- rishon: lois de l'année sabbatique (chemitta) et du jubilé (yovel). La terre doit être mise en jachère tous les sept ans, et après la quarante-neuvième année (7x7), elle doit être laissée en jachère une année de plus, la 50e année.
- sheni, shlishi et revi'i: Dieu promet (25:21-22) de pourvoir aux besoins de la nation y compris en période de jachère, et personne n'aura faim. La restitution des terrains héréditaires à leurs anciens propriétaires lors du yovel est prescrite.
- hamishi: la différence entre la vente de propriétés sur le terrain d'une ville fortifiée ou non-fortifiée est établie. Il est prescrit de pourvoir aux besoins de l'indigent, comme Dieu pourvoit aux besoins de chacun.
- shishi et shevi'i: détail de la libération des esclaves lors du yovel. Discussion sur le rachat d'un esclave Israélite d'un propriétaire non-Israélite, et formule pour le paiement au maître non-Israélite.
  - maftir:

### Divisions de la parasha lors de la lecture abrégée
Une lecture publique de la parasha fut instaurée par Ezra le Scribe le lundi et le jeudi à la synagogue. Cette lecture, sensiblement plus courte, ne comprend que trois sections, la première réservée au cohen, la seconde au levi, la troisième à un israël
- Section du cohen: Vayiqra[3]
- Section du levi: Vayiqra[3]
- Section de l'israël: Vayiqra[3]

### Maqam
Un maqam est un système de modes musicaux utilisé dans la musique arabe mélodique classique. Les juifs originaires des pays orientaux (Afrique du Nord, Syrie) s'en sont inspirés, et adaptent la mélodie de la liturgie du Shabbat en fonction du contenu de la parasha de cette semaine. Ils emploient 10 maqam différents, possédant chacun son usage propre.
Le maqam utilisé lors du sabbath au cours duquel on lit la parashat Behar est le Maqam Saba, symbolisant la multitude de lois.

## Commandements
La Torah comporte, selon la tradition rabbinique, 613 prescriptions. Différents sages ont tenté d'en établir un relevé dans le texte biblique.
Selon l'un de ces computs les plus célèbres, le Sefer HaHinoukh, il y a 7 prescriptions positives et 17 négatives dans cette parasha:
- Il est interdit de travailler la terre la septième année (Lv 25,4.)
- Il est interdit de travailler avec des arbres pour produire des fruits durant cette année (Lv 25,4.)
- Il est interdit de moissonner les produits qui ont poussé spontanément cette année de la manière normale (Lv 25,5.)
- Il est interdit de récolter les fruits de sa vigne ayant poussé spontanément de la façon normale (Lv 25,5.)
- Le Sanhédrin doit compter un cycle de sept fois sept années (Lv 25,8.)
- L'année du Jubilé, il faut sonner le shofar le 10 Tishri afin de libérer les esclaves (Lv 25,9.)
- Le Sanhédrin doit sanctifier l'année jubilaire (Lv 25,10.)
- Il est interdit de cultiver la terre pendant l'année jubilaire Lv 25,11.)
- Il est interdit de récolter les produits du sol qui ont poussé spontanément pendant l'année jubilaire, de la manière normale (Lv 25,11.)
- Même interdiction pour les fruits des arbres (Lv 25,11.)
- Il est obligatoire de procéder aux transactions commerciales en accord avec les lois de la Torah (Lv 25,14.)
- Il est interdit de léser son prochain dans une transaction commerciale (Lv 25,14.)
- Il est interdit de léser autrui par des paroles blessantes (Lv 25,17.)
- Il est interdit de vendre en terre d'Israël une terre à titre irrévocable (Lv 25,23.)
- Les terres doivent être restituées à leur ancien propriétaire ou à ses héritiers légitimes au jubilé (Lv 25,24.)
- Une terre héritée des ancêtres et qui se trouve dans une ville murée, peut si elle est vendue, être rachetée une année entière après sa vente; toutefois, passé ce délai, elle est acquise à l'acheteur et ne retourne pas à son ancien propriétaire l'année du Jubilé (Lv 25,29.)
- Il est interdit de modifier la répartition des terrains dans les villes des Lévites, avant et après l'année jubilaire (Lv 25,34.)
- Il est interdit de prêter au pauvre tombé en décrépitude avec intérêt (Lv 25,37.)
- Il est interdit de donner au serviteur hébreu un travail dégradant (Lv 25,39.)
- Il est interdit de vendre un serviteur hébreu à la façon des esclaves, sur la place publique (Lv 25,42.)
- Il est interdit de lui imposer des travaux durs (Lv 25,43.)
- Il est obligatoire de garder à son service un esclave cananéen (païen) (Lv 25,46.)
- Il est interdit de permettre à un non-Hébreu de traiter son serviteur hébreu de manière oppressante (Lv 25,53.)
- Il est interdit de se prosterner sur une pierre taillée (Lv 26,1.)

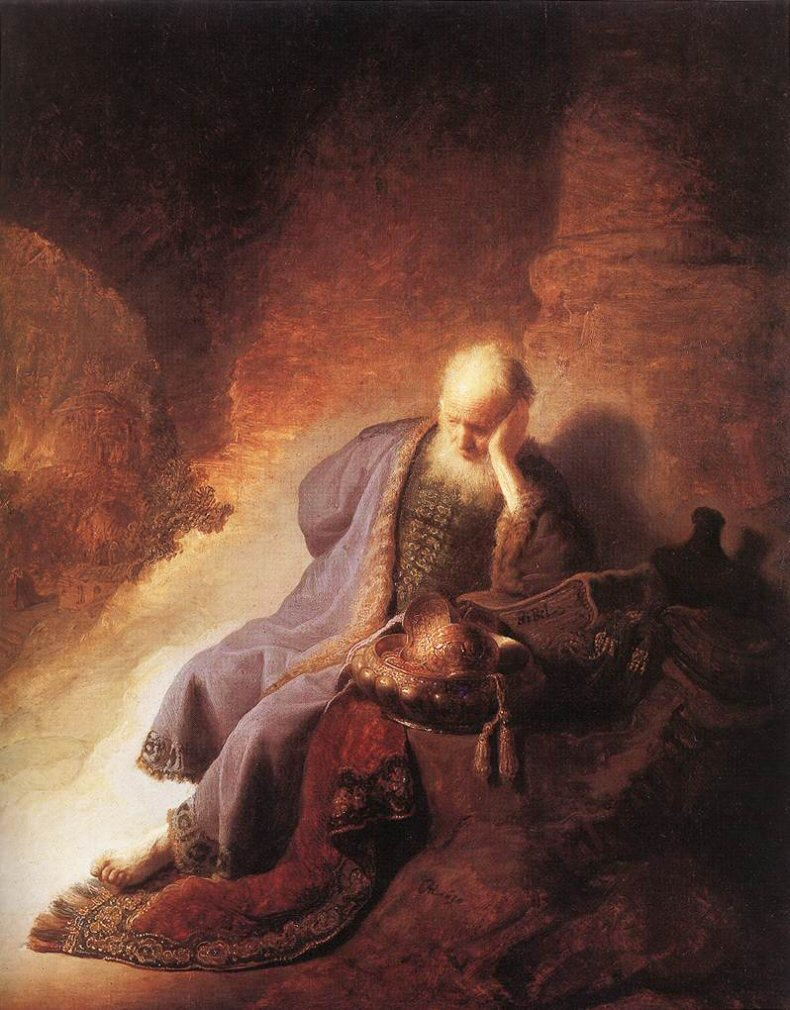
Jérémie se lamentant sur la Destruction de Jérusalem (tableau de Rembrandt)

## Haftara
La haftara est une portion des livres des Neviim ("Les Prophètes") qui est lue publiquement à la synagogue après la lecture de la Torah. Elle présente généralement un lien thématique avec la parasha qui l'a précédée.
La haftara pour la parashat Behar est Jérémie 32:6–27.
Lorsque la parashat Behar est combinée à la parashat Be'houkotaï, la haftara lue est celle de Be'houkotaï,  16,19–17:14.